# Heather Veitch
Heather Veitch (Los Ángeles, California; 7 de marzo de 1974) es una misionera cristiana estadounidense que anteriormente había trabajado como estríper. Es la fundadora del ministerio cristiano JC'S Girls, con la que busca ayudar a mujeres que trabajan en clubes o en la industria a dejar el oficio del entretenimiento para adultos. Oradora habitual, ha trabajado con audiencias seculares y religiosas en todo Estados Unidos. Su experiencia y conocimiento para llegar a mujeres que trabajan en clubes de estriptis han sido utilizados por organizaciones que buscan desarrollar ministerios con ideas afines.

## Biografía
Natural de Los Ángeles, creció en la casa de sus abuelos en Muscoy, en el condado californiano de San Bernardino. Tiene dos hijos. Cuando tenía 14 años fue violada cuando fue recogida por un conductor volviendo de la escuela. Volvió a ser violada con 16 años en una fiesta del instituto. A los 17 años quedó embarazada y el padre, cinco años mayor que ella, abandonó sus responsabilidades y la abandonó. Trabajó en un restaurante como camarera. Tras descubrir que su pareja le robaba dinero, complicando su situación, abandonó el hogar familiar con su hijo y se marchó a San Francisco, donde comenzó a trabajar como estríper.
Tras un hondo proceso de debate interno, acabó abandonando la industria del entretenimiento para adultos y trató de encauzar su situación poniendo como pilar fundamental la religión. Estudió en una escuela de belleza y cambió su estilo de vida por completo. Con su experiencia personal, en marzo de 2005 fundó la organización JC'S Girls ("las chicas de Jesucristo"), una asociación basada en la fe que ofrecía apoyo espiritual a aquellas mujeres que trabajaban, bien forzadas o por voluntad personal, en la industria del sexo.
Su enfoque principal incluía visitar clubes de estriptis locales para extender una invitación para asistir a la iglesia. Ofrecía pequeños paquetes de obsequios junto con la información de contacto del ministerio. JC'S Girls era habitual en la AVN Adult Entertainment Expo de Las Vegas, donde tenían un stand de expositores presentando su misiva a los asistentes.
En 2007, comenzó a asociarse con Annie Lobert, de Hookers for Jesus, en un proyecto de medios conjunto titulado Saving Sex City. Sin embargo, el proyecto duró poco y, a partir de noviembre de 2008, Veitch y Lobert ya no producían nuevos episodios.
En 2007, la vida y el ministerio de Veitch se presentaron en un documental titulado Pussycat Preacher. Dirigida por el documentalista Bill Day, la película reveló la historia interna de la vida de Veitch y su lucha por iniciar un ministerio para mujeres en la industria del sexo. La película se centraba principalmente en Veitch, junto con el equipo de mujeres cristianas que se unieron a ella para convertirse en JC's Girls, y el pastor Matt Brown de Sandals Church en Riverside (California). La cinta destacaba los esfuerzos del pastor para apoyar el esfuerzo de Veitch, mientras se enfrentaba a la oposición de su congregación local.